# ルキウス・ポストゥミウス・メゲッルス (紀元前262年の執政官)
ルキウス・ポストゥミウス・メゲッルス（ラテン語: Lucius Postumius Megellus、紀元前300年頃 – 紀元前253年）は共和政ローマ中期の政治家、軍人。紀元前262年の執政官に選出され、第一次ポエニ戦争初期を戦った。

## 経歴
ローマで最も古いパトリキ（貴族）であるポストゥミウス氏族の一員であり、紀元前305年と紀元前291年に執政官を務めた同名のルキウス・ポストゥミウス・メゲッルスの息子である。メゲッルスも第一次ポエニ戦争の3年目である紀元前262年に、クィントゥス・マミリウス・ウィトゥルスと共に執政官に選出された。
紀元前262年5月初頭、二人の執政官はシケリア（シチリア）におけるカルタゴ軍に対応するためシチリアに進出した。カルタゴ軍はシケリア南岸のアグリゲントゥム（当時はギリシア名でアクラガスと呼ばれていた）を根拠地としていた。シケリア西部での若干の作戦を行った後、二人の執政官はアグリゲントゥムに向かいこれを包囲した。
紀元前253年、メゲッルスはプラエトル（法務官）とケンソル（監察官）に同時に就任したが、この任期の途中にメゲッルスは死去した。同僚ケンソルのデキムス・ユニウス・ペラはこれを不吉として辞任している。

## 逸話
紀元1世紀にセクストゥス・ユリウス・フロンティヌスが記述した軍事戦略書には、長期にわたったアグリゲントゥムの戦いにおけるメゲッルスの逸話が記録されている。メゲッルスの陣はカルタゴ軍の近くにあったため毎日のように攻撃を受けており、少数の兵でこれに対処し続けた。それをカルタゴ側が当然のように思い始めたところで、メゲッルスは密かに全兵士に準備させつつ、いつものように少数の兵で長く戦わせ、カルタゴ軍が空腹と疲弊で撤退しようとしたところを全軍で背後から攻撃し、これを潰走させたという。アグリゲントゥムの占領はローマにとって重要な勝利であったが、どちらの執政官も凱旋式を行うことは許されなかった。

## 参考資料
- Broughton, T. Robert S., The Magistrates of the Roman Republic, Vol I (1951)
- Lazenby, John Francis, The First Punic War: A Military History (1996)
- Smith, William, Dictionary of Greek and Roman Biography and Mythology, Vol II (1867).